# FA Cup 1971-1972
La FA Cup 1971-1972 è stata la novantunesima edizione della competizione calcistica più antica del mondo. È stata vinta dal Leeds Utd contro l'Arsenal.

## Finale
| Arbitro: | ? |

|            |           |  |
| Clarke 53’ | Marcatori |  |